# 芳源里
芳源里小区位于北京市大兴区旧宫镇南街路口，中国航天科技城南侧，快速公交沿线，周边配套设施完善，交通购物较为方便。该小区以普通住宅为主，居住人员以部队军属、航天部职工居多。
该花园北接南中轴路，东临104国道。规划公路一环、黄亦路从社区南侧经过，距离南三环8公里；京津塘高速路5公里。社区四面公路宽阔平坦，341路、750路、680路、926路、快速公交1线等公共汽车直达社区，可直接到达木樨园、永定门、前门等地，另外，运通115路、343路、353路、736路、324路、504路、927延长线等路公共汽车经过社区周边，换乘一次，即可到达虎坊路、光明楼、西客站等地。驱车20分钟即可直达市中心。